# Автомобильный инженер века
Автомобильный инженер века (англ. Car Engineer of the Century) — международная награда, присуждённая самому значительному автомобильному инженеру двадцатого века.
Избирательный процесс находился под надзором организации Global Automotive Elections Foundation. Победитель, Фердинанд Порше, был объявлен на торжественном вручении 18 декабря 1999 года в Лас-Вегасе.

## Процесс избрания
На звание автомобильного инженера века претендовали следующие кандидаты, отобранные специальной комиссией:
| ФИО                       | Достижения |
| ------------------------- | --- |
| Бела Барени               | Работа в области пассивной безопасности в Daimler-Benz                                                                       |
| Уолтер Оуэн Бентли        | Инновационные решения в области автомобилестроения                                                                           |
| Бенц, Карл                | Разработка первого в мире легкового автомобиля с бензиновым ДВС в 1886 году                                                  |
| Марк Биркигт              | Создание роскошного автомобиля Hispano-Suiza H6                                                                              |
| Этторе Бугатти            | Разработка автомобилей Bugatti                                                                                               |
| Колин Чепмен              | Радикальные и инновационные технические решения в рамках Lotus Cars                                                          |
| Готтлиб Даймлер           | Пионер в области разработки двигателей внутреннего сгорания                                                                  |
| Рудольф Дизель            | Разработка дизельного двигателя                                                                                              |
| Уильям Эдвардс Деминг     | Революционное автомобильное производство с использованием статистического управления процессами                              |
| Генри Форд                | Пионер в области автомобилестроения, предприниматель и промышленный идеолог                                                  |
| Данте Джакоза             | Инновационные решения в рамках Fiat                                                                                          |
| Уолтер Хассан             | Инновации в области разработки двигателей в рамках Coventry Climax и Jaguar                                                  |
| Николас Хайек             | Создатель концепта MCC Smart                                                                                                 |
| Алек Иссигонис            | Инновационная конструкция Mini                                                                                               |
| Витторио Яно              | Новатор в области автомобилестроения                                                                                         |
| Чарльз Спенсер Кинг       | Создатель люксового концепта SUV Range Rover с полным приводом                                                               |
| Фредерик Уильям Ланчестер | Пионер в области автомобилестроения, основатель компании Lanchester Motor Company, один из основателей исследования операций |
| Ганс Ледвинка             | Создатель особого шасси с хребтовой рамой и дизайнер компании Tatra                                                          |
| Андре Лефевр              | Инженер-конструктор компании Citroën                                                                                         |
| Гарри Манди               | Новатор в области автомобильных двигателей, работник компаний Coventry Climax, Lotus и Jaguar                                |
| Николаус Отто             | Изобретатель двигателя внутреннего сгорания                                                                                  |
| Фердинанд Порше           | Новатор в области автомобилестроения, создатель концерна Volkswagen                                                          |
| Фредерик Генри Ройс       | Инженер, изобретатель и предприниматель, один из основателей компании Rolls-Royce                                            |
| Рудольф Уленхаут          | Инженер-конструктор, глава отдела Mercedes-Benz cars, разработчик успешных гоночных моделей «Серебряная стрела»              |
| Габриель Вуазен           | Новатор в области автомобилестроения и двигателей                                                                            |
| Феликс Ванкель            | Усовершенствовал конструкцию роторно-поршневого двигателя совместно с NSU                                                    |

Жюри, состоявшее из 132 профессиональных автомобильных журналистов из 33 различных стран мира, под председательством лорда Монтегю из Болье сократило список до 5 человек. Результат голосования был объявлен в ноябре 1999 года. Абсолютным победителем стал Фердинанд Порше.